# 川崎運河
川崎運河（かわさきうんが）は、神奈川県横浜市と川崎市の境界付近にあった運河である。

## 概要
現在の京浜工業地帯の中核をなす鶴見・川崎地区の臨海工業地帯は、明治末期から昭和初期にかけて浅野総一郎らが中心となって進められた工業開発事業に始まる。1908年（明治41年）に浅野らが「鶴見埋立組合」を組織して当時の横浜市神奈川地区（現神奈川区）から橘樹郡田島村（現川崎市川崎区）にかけての海岸沖合の埋め立てと工業用地造成事業が着手されたのにあわせて、京浜電気鉄道（現京浜急行電鉄）が1919年（大正8年）から1922年（大正11年）にかけて町田村の海岸から内陸部へ向けて、隣接する田島村との境界に沿って約2.4キロメートルにわたる運河を開削した。運河の両岸は掘り出された土砂で埋め立てられ、25万坪の工業用地が造成された。運河は入船橋で埋立地の間に開削された旭運河に接続し、東京湾に連絡した。
この間、運河の両側の町田村と田島村は1923年（大正12年）にそれぞれ町制を施行して潮田町、田島町となり、潮田町は鶴見町を経て、田島町はそのまま、1927年（昭和2年）にそれぞれ横浜市、川崎市に編入された。
運河の完成後、いくつかの工場が進出したが1923年（大正12年）の関東大震災と大正末から昭和初期にかけての経済不況の中、進展は思わしくなく、完売の見込みが立たないことから、京浜電鉄は道路を整備した上で残った区域を工業用地としてではなく住宅地として分譲することとした。京浜電鉄は運河の両岸を住宅地として分譲するに当たって、「京浜」から1字ずつをとって川崎市側を「京町」、横浜市側を「浜町」（現在の平安町）と名づけた。このような電鉄会社による土地建物経営は関東では初めてとされる。
結局、当初の目的の工業地帯造成は成功せず、運河としての利用もあまりなかった。1941年（昭和16年）頃より日本鋼管が運河の一部を買収し鉱滓捨て場として埋め立てが始まった。さらに周辺の住宅等からの排水の流入による水質の悪化と地盤沈下の進行による浸水被害の拡大から1960年代以降埋め立てが本格化し、1980年代後半までに水面は姿を消した。現在は緑地として整備され、京町緑地、日東緑地となっている。